# David Douglas
David Douglas (Scone, Perthshire, Escócia, 25 de junho de 1799 – Laupahoehoe, Havaí, 12 de julho de 1834) foi um botânico escocês. Trabalhou como jardineiro e explorou as Terras Altas na Escócia, a América do Norte e o Havaí, onde ele faleceu.

## Juventude
Douglas nasceu em Scone, Perthshire, o segundo filho de John Douglas, um pedreiro, e de Jean Drummond. Freqüentou a escola Kinnoull e, ao sair, encontrou trabalho como aprendiz de William Beattie, jardineiro-chefe do Palácio de Scone, residência do conde de Mansfield. Ele passou sete anos nesta posição, completando seu aprendizado, e então passou um inverno em uma faculdade em Perth para aprender mais sobre os aspectos científicos e matemáticos da cultura de plantas. Depois de mais um período de trabalho na Valleyfield House em Fife (durante o qual ele teve acesso a uma biblioteca de livros botânicos e zoológicos), ele se mudou para o Jardim Botânico da Universidade de Glasgow e assistiu a palestras de botânica. William Jackson Hooker, que era Diretor de Jardins e Professor de Botânica, ficou muito impressionado com ele e o levou em uma expedição às Highlands antes de recomendá-lo à Royal Horticultural Society de Londres.

## Explorações
Douglas fez três viagens separadas da Grã-Bretanha para a América do Norte. Sua primeira viagem, para o leste da América do Norte, começou em 3 de junho de 1823, com um retorno no final do outono de 1823. A segunda foi para o Noroeste do Pacífico, de julho de 1824 retornando a outubro de 1827. Sua terceira e última viagem começou na Inglaterra em outubro 1829. Naquela última viagem, ele foi primeiro para o rio Columbia, depois para São Francisco e, em agosto de 1832, para o Havaí. Em outubro de 1832, ele retornou à região do Rio Columbia. Um ano depois, em outubro de 1833, ele retornou ao Havaí, chegando em 2 de janeiro de 1834. A segunda expedição iniciada em 1824 foi a mais bem-sucedida. A Royal Horticultural Society o enviou de volta em uma expedição de caça a plantas no noroeste do Pacífico que está entre as grandes explorações botânicas.
Na primavera de 1826, David Douglas foi obrigado a escalar um pico (Mount Brown, do mítico par Hooker e Brown) perto do Passo de Athabasca para apreciar a vista. Ao fazer isso, ele foi talvez um dos primeiros europeus a ser um "montanhista" na América do Norte.
Ao todo, ele introduziu cerca de 240 espécies de plantas na Grã-Bretanha. Ele introduziu o abeto Douglas para cultivo em 1827. Outras introduções notáveis incluem Sitka Spruce, Sugar Pine, Western White Pine, Ponderosa Pine, Lodgepole Pine, Monterey Pine, Grand Fir, Noble Fir e várias outras coníferas que transformaram a paisagem britânica e a indústria madeireira, bem como numerosos arbustos de jardim e ervas como a groselha, Flowering currant, Salal, Lupin, Penstemon and California poppy. Seu sucesso foi muito além das expectativas; em uma de suas cartas a Hooker, ele escreveu "você vai começar a pensar que eu fabrico pinheiros à minha vontade".
Ele visitou brevemente o Havaí em 1830 em seu caminho para o noroeste do Pacífico. Ele voltou em dezembro de 1833 com a intenção de passar três meses de inverno lá. Ele foi apenas o segundo europeu a alcançar o cume do vulcão Mauna Loa.

## Morte
Douglas morreu em circunstâncias misteriosas enquanto escalava Mauna Kea no Havaí aos 35 anos de idade em 1834. Douglas foi enterrado em uma vala comum sem identificação perto da Mission House em Honolulu, Havaí.

## Escritos
- Douglas, David (1914). Journal kept by David Douglas during his travels in North America 1823–1827 : together with a particular description of thirty-three species of American oaks and eighteen species of Pinus, with appendices containing a list of the plants introduced by Douglas and an account of his death in 1834. [S.l.]: W. Wesley & Son under the direction of the Royal Horticultural Society Available online through the Washington State Library's Classics in Washington History collection.